# Clarendon (motorfiets)
Clarendon is een Brits historisch merk van fietsen, auto's en motorfietsen.
De bedrijfsnaam was: Hannon & Smith, later Clarendon Motor Car & Cycle Co. Ltd., Coventry.
Hannon & Smith maakte fietsen, maar vanaf 1901 ook robuuste motorfietsen met een eigen 3pk-zijklepmotor, maar ook met inbouwmotoren van Birch, Hamilton, Whitley en Coronet.
Volgens sommige bronnen werd de productie rond 1904 al beëindigd, volgens andere pas in 1911. In 1903 presenteerde het merk ook een 7pk-automobiel.